# سیزده روز (فیلم)
سیزده روز (انگلیسی: Thirteen Days) فیلمی در ژانر تریلر سیاسی و درام به کارگردانی راجر دونالدسون است که در سال ۲۰۰۰ منتشر شد.

## خلاصه فیلم
در اکتبر سال ۱۹۶۲ یک هواپیمای جاسوسی آمریکا در آسمان کوبا به پرواز درمی‌آید و عکس‌هایی از محل استقرار موشک‌های دوربرد اتمی شوروی در آن کشور می‌گیرد. به این ترتیب تعارض میان آمریکا و شوروی بالا می‌گیرد و جهان در آستانه یک جنگ دیگر قرار می‌گیرد…

## بازیگران
- کوین کاستنر
- بروس گرینوود
- استیون کالپ
- استفانی رومانوف
- دیلن بیکر
- کوین کانوی
- بیل اسمیترویچ
- داکین متیوز
- اد لاتر
- فرانک وود
- جک مک‌گی
- جیمز کارن
- جان ایلوارد
- لوسیندا جنی
- مایکل فیرمن
- تام اورت
- پیتر وایت
- تیم کلهر
- الکساندر کروپا
- الیا باسکین
- کریستوفر لاوفورد
- اولگ ویدوف
- الکس ودوو
- فرانک وود